# (8809) Roversimonaco
(8809) Roversimonaco est un astéroïde de la ceinture principale.

## Description
(8809) Roversimonaco est un astéroïde de la ceinture principale. Il fut découvert le 24 novembre 1981 à la station Anderson Mesa par Edward L. G. Bowell. Il présente une orbite caractérisée par un demi-grand axe de 2,78 UA, une excentricité de 0,28 et une inclinaison de 10,7° par rapport à l'écliptique.

## Compléments